# كيكو (مغني)
كيكو (باليابانية: きくお) وتكتب (بالإنجليزية:Kikuo) هو مغني وكاتب أغاني ومنتج ياباني من مواليد 21 سبتمبر 1988 في محافظة كاناغاوا اليابانية.

## المرجع
1. ↑  "Kikuo (musician)". Wikipedia (بالإنجليزية). 28 Jul 2025.

## وصلات خارجية
- كيكو على موقع ديسكورز
- كيكو على موقع جينيس